# تيرينس كوفمان
تيرينس كوفمان (بالإنجليزية: Terrence Kaufman)‏ هو عالم إنسان أمريكي، ولد في 1937.

## وصلات خارجية
- تيرينس كوفمان على موقع الموسوعة البريطانية (الإنجليزية)